# Alejandro Azócar
Alejandro Esteban Azócar Machuca (Santiago de Chile, 19 de octubre de 2000) es un futbolista Chileno que se desempeña como delantero. Actualmente juega en Coquimbo Unido de la Primera División de Chile.

## Trayectoria
Nacido en Santiago, comenzó su carrera en las divisiones inferiores de Santiago Wanderers, para luego pasar a las de Unión San Felipe. 
Debutó profesionalmente con el Uni-Uní el 25 de febrero de 2020, en un empate 2:2 ante Rangers. El 1 de octubre marcó su primer gol como profesional, abriendo la cuenta ante Santiago Morning en lo que sería victoria por 4:0.
Luego de no obtener regularidad, en julio de 2022 es cedido a San Marcos de Arica de la Segunda División, en donde se coronaría como campeón de la categoría. Para la campaña siguiente, la mitad de sus derechos económicos fueron adquiridos por el conjunto ariqueño, firmando contrato con el equipo hasta fin de la temporada 2025.
El 8 de enero de 2024 es anunciado como nuevo jugador de Coquimbo Unido de la Primera División de Chile.

## Estadísticas
| Club                        | Div.       | Temporada  | Liga  | Liga  | Copas nacionales | Copas nacionales | Torneos internacionales | Torneos internacionales | Total | Total |
| Club                        | Div.       | Temporada  | Part. | Goles | Part.            | Goles            | Part.                   | Goles                   | Part. | Goles |
| --------------------------- | ---------- | ---------- | ----- | ----- | ---------------- | ---------------- | ----------------------- | ----------------------- | ----- | ----- |
| Unión San Felipe · Chile    | 2.ª        | 2020       | 17    | 1     | —                | —                | —                       | —                       | 17    | 1     |
| Unión San Felipe · Chile    | 2.ª        | 2021       | 13    | 1     | —                | —                | —                       | —                       | 13    | 1     |
| Unión San Felipe · Chile    | 2.ª        | 2022       | 7     | 0     | —                | —                | —                       | —                       | 7     | 0     |
| Unión San Felipe · Chile    | Total club | Total club | 37    | 2     | 0                | 0                | 0                       | 0                       | 37    | 2     |
| San Marcos de Arica · Chile | 3.ª        | 2022       | 11    | 0     | —                | —                | —                       | —                       | 11    | 0     |
| San Marcos de Arica · Chile | 2.ª        | 2023       | 29    | 3     | 3                | 1                | —                       | —                       | 32    | 4     |
| San Marcos de Arica · Chile | Total club | Total club | 39    | 3     | 3                | 1                | 0                       | 0                       | 42    | 4     |
| Coquimbo Unido · Chile      | 1.ª        | 2024       | 13    | 0     | 0                | 0                | 3                       | 0                       | 16    | 0     |
| Coquimbo Unido · Chile      | Total club | Total club | 13    | 0     | 0                | 0                | 3                       | 0                       | 16    | 0     |
| Total club                  | Total club | Total club | 90    | 5     | 3                | 1                | 3                       | 0                       | 96    | 6     |
| 1. 2.                       |            |            |       |       |                  |                  |                         |                         |       |       |

## Palmarés

### Campeonatos nacionales
| Título           | Club                | País  | Año  |
| ---------------- | ------------------- | ----- | ---- |
| Segunda División | San Marcos de Arica | Chile | 2022 |